# 侍魂
侍魂（さむらいだましい）は2001年1月18日に開設された個人運営のテキストサイトである。管理人は健（本名非公開）。文字の色や大きさを変えることにより面白みやインパクトを出す視覚効果を特徴とする。中国の人型ロボット先行者を扱ったお笑いテキストなどで大きな人気を集めた。
侍魂のヒットをきっかけに、文字情報をベースとするテキストサイトと呼ばれたウェブサイトのジャンルに大きな注目が集まるとともに、文字の演出の手法がテキストサイトを中心に大流行するなど、2000年代初頭のテキストサイト流行に大きな影響を与えた。

## 沿革
侍魂は健が大学生だった2001年1月18日に開設された。当時人気を集めていたテキストサイト「"FUNNY" GAMER'S HEAVEN」に触発され、家業を継ぐために就職活動をする必要がなく時間があったこともあってサイトをはじめたという。フォントをいじる手法は「A_prompt」というサイトが発祥で、それを「ファーニーゲーマーズヘブン」が進化させて使っていたものを参考にしたという。
2001年2月、元彼女の現在の彼氏にストーカーと勘違いされて殺すと脅された数日間の顛末を話題とした「ヒットマン事件簿」が評判をよびテキストサイトの中でも人気を集めるようになる。そして、2001年3月3日に「最先端ロボット技術」として先行者をギャグを交えて紹介したところ、ネット上にまたたく間に拡がって、大反響を巻き起こし、当時テキストサイトの一日あたりのアクセス数が多くても一日あたり2千から3千程度だったところに20万という驚異的なアクセスを記録するようになる。サイトにバナー広告をつけたところ最初の1週間で60万円、1、2ヶ月の間に100万円以上の収入があったという。ただし、この当初のバナーはクリック数の多さからすぐに打ち切られ、その後に設置した新しいバナーではクリック率も下がり月当たりの収入は4万円程度にとどまったという。
また侍魂が呼び水となってそれまで地味な存在でしかなかったテキストサイトというジャンル全体に注目が集まるようになり、テキストサイトのポータルサイト「ReadMe!」ではランキングにランクインするサイトのアクセス数がそれまでの10倍以上に膨れ上がった。HTMLを駆使し「黒い背景＋文章センタリング＋強調部はフォントの拡大と色分け」という侍魂と共通するスタイルをとった「フォントいじり系」と呼ばれるサイトも多数登場した。一方で大量の読者の流入と「フォントいじり系」の流行については、既存のテキストサイト側からの反発も生んでいる。
管理人の健は雑誌・新聞・ラジオなどのマスメディアから取材され、インタビューや番組出演をこなした。またその人気からパソコンソフト「INTERNET サムライ」(プロジー(のちのライブドア))のパッケージや、ナムコのPlayStation 2用ソフト「鉄拳4」のテレビCMにも起用された。特に「鉄拳4」は健が元々鉄拳の大ファンであり、また鉄拳の開発者も侍魂を見ており作品中に先行者を模した戦闘者(コンボット)なるロボットまで登場させている。またイベントにも数多く出演、テキストサイトのトークイベントから、書店でのサイン会、自治体主催の講演会など数回に及んだが、中でも京都で開かれた声優・日高のり子とのトークイベントは定員600人に対し、10倍以上の応募があり、追っかけまで出る程だった。
2002年にはAV制作会社が、健とやはり同時期に人気を集めていたバーチャルネットアイドル ちゆ12歳をモチーフにアダルトビデオ作品「ちゆAV」を制作・販売した。作品には健そっくりのAV男優が出演し、ちゆに扮した当時の人気AV女優堤さやかと絡んでいる。
2003年からはEzweb有料公式携帯サイト「学校へGO!」(タイトー)にて健による悩み相談コーナーが設けられ、のちに書籍も発売された。こうしたタレント的な活動は2001年から2004年頃まで続いた。なお、これら一連の活動は裏ニュース、連邦の管理人である吉野健太郎、放送作家のトトロ大嶋。らがプロデュースしていた。
2004年11月24日に雑誌ネットランナーの創刊5周年を記念して発売されたオリジナルアニメ『ねとらん者 THE MOVIE』ではネットのキャラクターとして「侍魂 健」が登場した。声は大塚芳忠が担当。
侍魂自体については2002年頃には健の就職に関連して更新頻度が低下し、2006年以降は更新が行われていない。なお健は家業を継ぎ、地方の中小企業の社長を務めている。プライベートでは、2008年に結婚、子供もいるという。
そのためしばらく侍魂として表舞台に登場することはなかったが、2016年、かつてのテキストサイト関係者の誘いにより、オモコロで行われたテキストサイトをふりかえる座談会企画で久々にその姿を見せ、続いて、2019年にNHKEテレで放送された特番「平成ネット史（仮）」の番組内で日本のインターネット史に残るWEBサイトとして「侍魂」が取り上げられ、健がインタビューに登場。これがテレビ番組での初登場となり、その中で当時を振り返った。また2019年1月13日に、東京・渋谷渋谷ヒカリエで行われた番組主催のイベントに、他のテキストサイト管理人たちとともに出演し、久々にファン・読者の前に姿を見せ、近況を語った。それによれば大学生時代にやっていたテキストサイトでの体験、その仲間たちとの関係をもうひとつの「青春時代」だったとし、また何かを書きたい気持ちはあるが、凝り性のため、社長業との両立が難しく、再開する予定はないということや、小学生の子供がいて、子供にだけはサイトをやっていたことがバレたくないなどの心情を語っていた。
2025年3月31日を以て、侍魂がサーバーを置いていたISP「ぷらら」が個人向けホームページサービスを終了。侍魂もアクセス不能となった。なお本件についてライターのヨッピーが健に問い合わせており、移管を検討している旨の返答があったことを伝えている。
その後、引受先としてロリポップ!が手を挙げ、2025年5月15日に20年ぶりの更新。

## 関連書籍
- 「学校へGO！by侍魂、POPOI、じーらぼ！」（バジリコ、2003年）